# Joseph Selleny
Joseph Selleny (également Sellény), né le 2 février 1824 à Vienne et mort le 22 mai 1875 à Inzersdorf près de Vienne, est un peintre aquarelliste, paysagiste, dessinateur et lithographe autrichien qui fut notamment illustrateur à bord de l'expédition autrichienne autour du monde (1857-1859) de la frégate SMS Novara.

## Biographie
Il étudie à l'Académie des beaux-arts de Vienne auprès de Thomas Ender et de Franz Steinfeld. Il fait ensuite un voyage dans le Tyrol du Sud avec son camarade d'études Eduard Ender et les deux jeunes gens gagnent la Lombardie et parviennent à Venise. Il obtient une bourse de l'Académie pour un séjour à Rome et à Naples en 1854-1855.

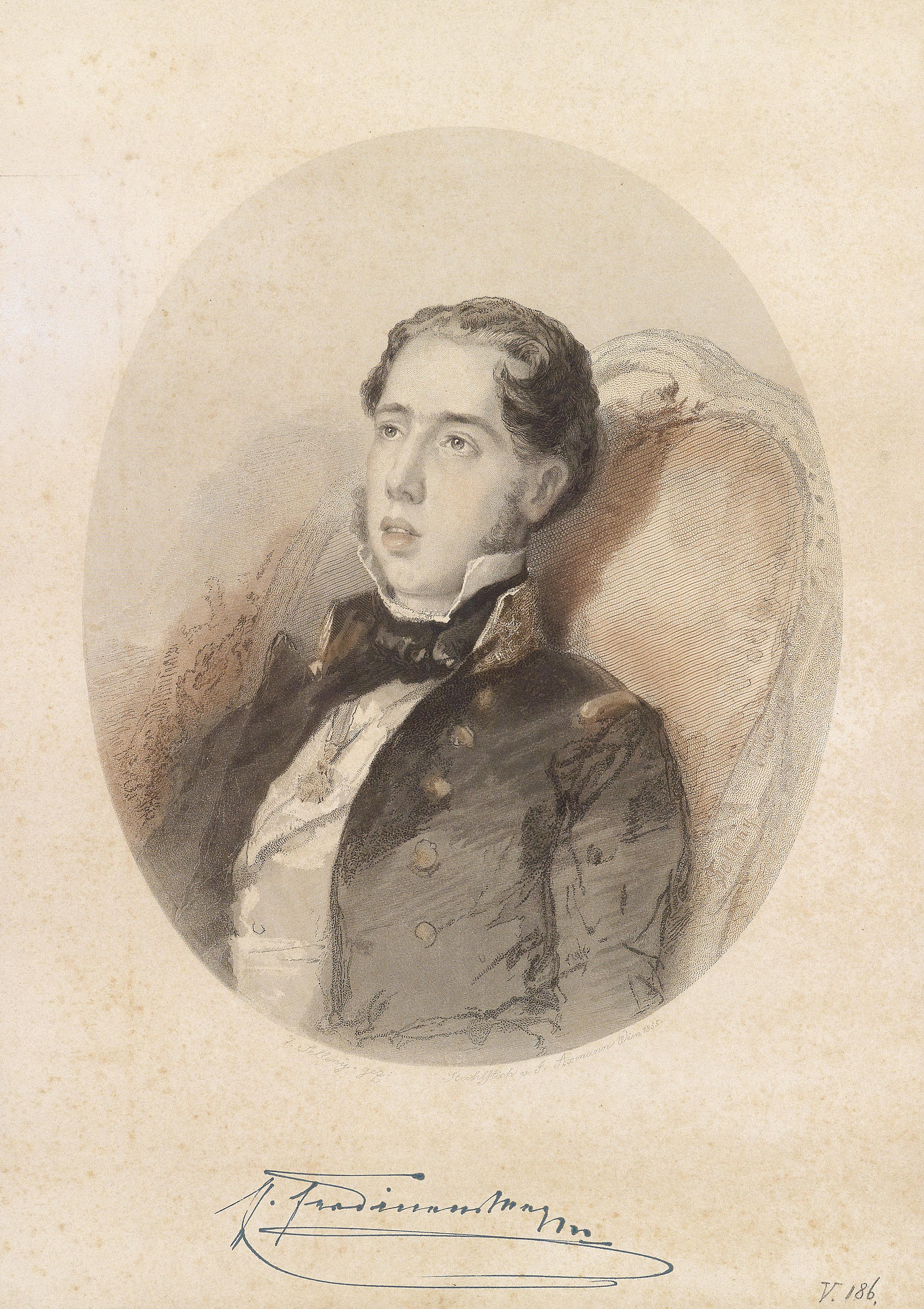
L'archiduc Ferdinand Maximilien (1855)

Il est présenté à l'archiduc Ferdinand Maximilien qui apprécie ses œuvres et grâce à lui participe comme dessinateur à l'expédition du SMS Novara qui fait le tour du monde en 1857-1859, sous le commandement du capitaine v. Wüllerstorf-Urbair. Il produit au cours de cette expédition plus de deux mille aquarelles, esquisses et dessins qui représentent les paysages et les indigènes rencontrés et qui à son retour lui valent un grand succès. De plus, il fait des gravures de l'expédition dans plusieurs journaux de l'époque. Il ne se contente pas de ses pinceaux et de ses crayons, mais il photographie également quantité de vues, à cette époque des débuts de la photographie qui constituent aujourd'hui un véritable trésor. La publication du rapport de l'expédition en vingt-et-un volumes augmente encore sa notoriété, car nombre des deux cent-vingt-quatre illustrations de la première édition s'inspire de ses dessins. Le livre est rapidement traduit et constitue un des gros succès de librairie avec trente mille exemplaires achetés dans l'Autriche du XIXe siècle, mais également dans d'autres contrées germanophones.
L'archiduc Ferdinand Maximilien l'invite ensuite à l'accompagner pendant son voyage en Afrique du Nord, au Cap Vert, aux Canaries et au Brésil.
Il se fait aussi un nom en dessinant des projets de parcs paysagers, comme celui du Stadtpark de Vienne (1862) ou bien du château de Miramare, propriété de l'archiduc à Trieste. L'archiduc est fusillé en 1867 par les révolutionnaires après avoir été couronné empereur du Mexique. En 1873, Selleny reçoit de la famille impériale la commande des fresques de la Kaiservilla de Bad Ischl.
L'artiste se plaît à mettre en scène des paysages poétiques avec une grande maîtrise de son art. Il peint à l'aquarelle directement sur motif, puis travaille à son atelier.
Il tombe malade (dépression) et s'installe dans le Tyrol du Sud où il peint le plus souvent à l'huile des paysages imposants. Wüllerstorf-Urbair est installé également à proximité. À son retour dans la capitale impériale, il souffre de plus ou plus de ses nerfs fragiles et doit être accueilli dans une maison de repos à Inzersdorf, où il meurt à l'âge de cinquante-et-un ans.
Il est enterré au cimetière central de Vienne. Une rue du district de Leopoldstadt à Vienne lui est dédiée.

## Quelques œuvres
- Die Insel St. Paul (L'île Saint-Paul)
- Madeira (Madère)

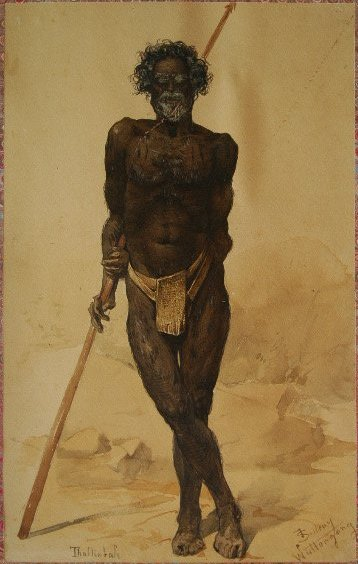
Aquarelle d'un aborigène (1858)

- Felsentempel von Mahamalaipur (Temple sur une falaise de Mahamalaïpour)
- Aroideengruppe (Groupes d'aroideae)
- Kap der Guten Hoffnung (Le Cap de Bonne-Espérance)
- Australischer Urwald (Forêt vierge australienne)

## Source
- (de) Cet article est partiellement ou en totalité issu de l’article de Wikipédia en allemand intitulé « Joseph Selleny » (voir la liste des auteurs).